# Oettingen-Spielberg

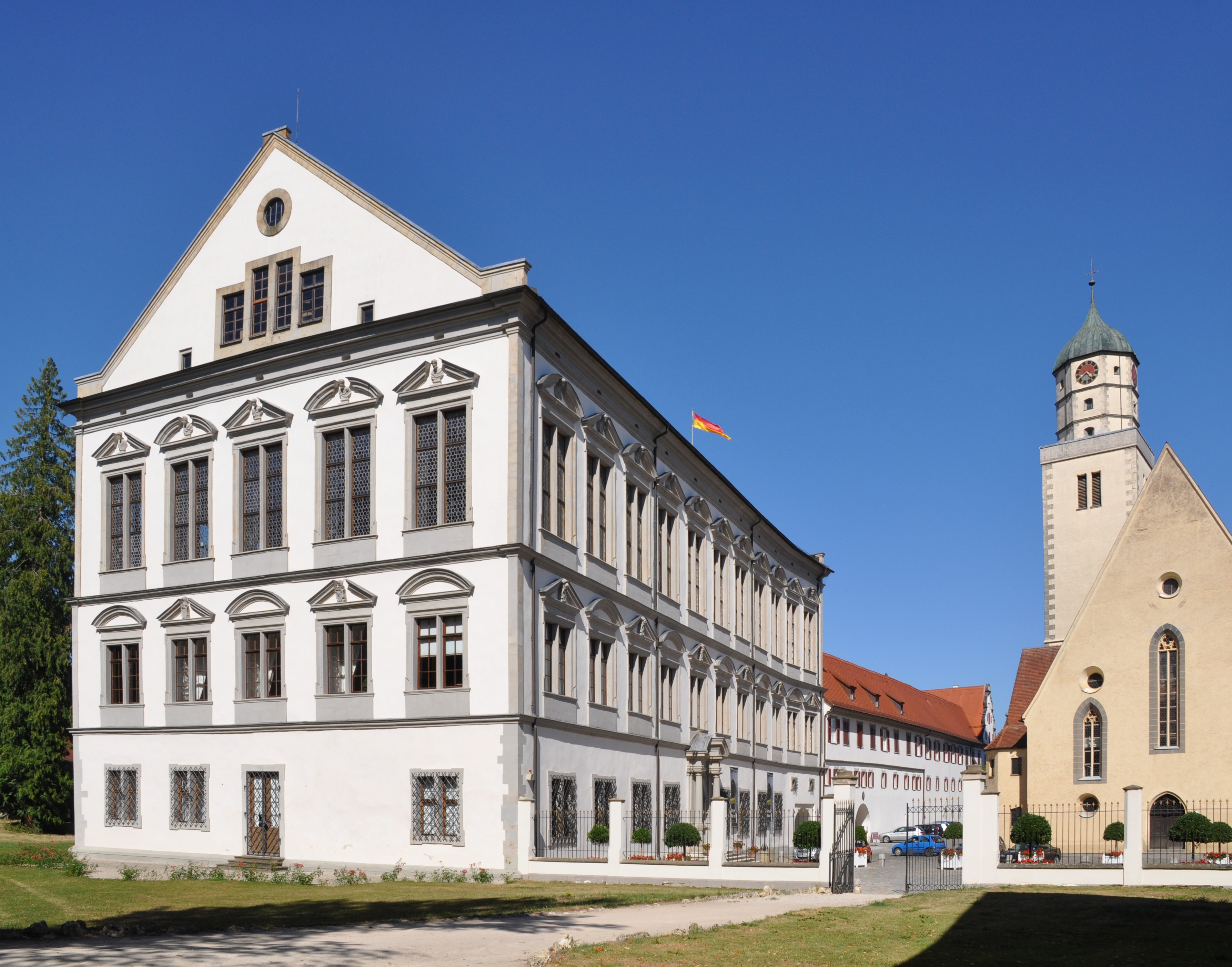
Castello di Oettingen

Oettingen-Spielberg (Öttingen-Spielberg) era una nobile famiglia e contea nell'odierno Baden-Württemberg orientale e nella Baviera occidentale in Germania.
Oettingen-Spielberg venne ripartito da Oettingen-Wallerstein nel 1602. Fu elevato a Principato nel 1734 dopo che ebbe ottenuto nel 1731 una parte dei territori dell'estinta casata degli Oettingen-Oettingen (compreso il castello di Oettingen che dà il nome alla Casa), di fede evangelica. Mediatizzato nel Regno di Baviera nel 1806, il principato venne diviso con il Regno di Württemberg nel 1810 ed in cambio i principi di questa casata ottennero il titolo ereditario di Maestro di Corte sino alla dissoluzione del regno bavarese nel 1918. La famiglia principesca è tuttora fiorente.

## Conti di Oettingen-Spielberg (1602 - 1734)
- Marco Guglielmo (1602–1614), I conte di Oettingen-Spielberg
- Giovanni Alberto (1614–1632), II conte di Oettingen-Spielberg
- Giovanni Francesco (1632–1662), III conte di Oettingen-Spielberg
- Giovanni Sebastiano (1665–1675), IV conte di Oettingen-Spielberg
- Giovanni Guglielmo (1675–1685), V conte di Oettingen-Spielberg
- Francesco Alberto I (1685–1734), VI conte di Oettingen-Spielberg

## Principi di Oettingen-Spielberg (1734 - 1806)
- Francesco Alberto (1734–1737), I principe di Oettingen-Spielberg
- Giovanni Aloisio I (1737–1780), II principe di Oettingen-Spielberg
- Giovanni Aloisio II (1780–1797), III principe di Oettingen-Spielberg
- Giovanni Aloisio III (1797–1806), IV principe di Oettingen-Spielberg

mediatizzazione della casata, continuazione con titolo onorifico
- Giovanni Ludovico  III Antonio (1806-1855), IV principe di Oettingen-Spielberg
- Ottone I Carlo (1855–1882), V principe di Oettingen-Spielberg
- Francesco Alberto II Giovanni Aloisio Notgerio (1882–1916), VI principe di Oettingen-Spielberg
- Emil Franz Notger (1916–1919), VII principe di Oettingen-Spielberg
- Otto II Joseph Maria Aloys Franziskus Notger (1919–1952), VIII principe di Oettingen-Spielberg
- Aloys Philipp Joseph (1952–1975), IX principe di Oettingen-Spielberg
- Albrecht Ernst Otto Joseph Maria Notger, attuale capo del Casato (dal 1975), X principe di Oettingen-Spielberg

erede: Franz Albrecht III Aloys Christian Ferdinand Maria Notger